# Sin Vergüenza (álbum de 116)
Sin Vergüenza es el primer álbum completamente en español de 116 Clique, producido y distribuido por el sello Reach Records, en asociación con No Apologies Music, sello del productor puertorriqueño Cardec Drums. Fue anunciado con un documental, para ser lanzado a finales de octubre de 2020, y se promocionó con dos sencillos: «Donde están (Watcho6)» donde participaron artistas de Reach y otros raperos latinos, y «La Fiesta» de Lecrae y Funky. En 2021, se conoció que Reach se encargaría de la banda sonora de la película de Netflix, Milagro azul, donde la componen gran parte de las piezas musicales de este álbum.

## Promoción y lanzamiento
Reach Records se ha caracterizado por apoyar a artistas latinos con nacionalidad estadounidense. Artistas como Gawvi, Whatuprg, Alex Medina, han sido parte del sello, donde se les ha dado oportunidad para interpretar canciones en español, como el EP 954 y Panorama de Gawvi, Pleasant Hill y RAUL de Whatuprg. Con la incorporación de Cardec Drums a los trabajos de Lecrae, KB, Andy Mineo, se abrió un enlace entre los mercados musicales en inglés, y en español, apareciendo canciones netamente en español o espanglish desde Summer 19, con la remezcla del sencillo Hold me Back de KB, en colaboración con Niko Eme, Eliud L'Voices, Gabriel Rodríguez EMC y el artista principal del sello de Cardec, Tommy Royale.

### «Donde están (Watcho6)»
«Dónde están» y todo el proyecto fueron creados con el propósito y la esperanza de unir dos universos: el sonido Urbano latino y el hip hop cristiano americano. Por lo tanto, esta canción establece un tono de colaboración y celebración tanto para los estadounidenses como para los latinos, al unificar los idiomas español e inglés e incorporar a los creadores latinos no solo en la música, sino también en el arte, los videos y el proceso creativo. Debido al COVID, los artistas y miembros del equipo no pudieron reunirse y filmar el video musical, por lo que decidieron lanzar la canción con el lyric video, que fue diseñado, creado y animado por el creativo costarricense, Llarod Montero.

### «La Fiesta» deLecraeyFunky
Lecrae y Funky han sido artistas que han moldeado la cultura en sus respectivas carreras, así que existe la presión de crear una canción determinante sabiendo el posible impacto que ambos pueden tener. Tommy Royale, Niko Eme, y Cardec Drums escribieron la canción durante un campamento creativo en Reach Records y donde, además, escribieron la mayoría del álbum. Desde el principio, ellos sabían que querían crear una canción memorable, un tema que «inevitablemente, ¡nos inspirara a bailar, y en última instancia, un himno!» compartió el productor puertorriqueño y ganador del Premio Dove, Jacob Cardec, conocido como Cardec Drums. La canción hace una breve referencia a la canción «Bomba para afincar» de Vico C.

### Reach y Netflix
En mayo de 2021, se anunció que Reach haría alianza con Netflix para la musicalización de la película Blue Miracle (o Milagro azul para Latinoamérica). Las canciones del álbum son utilizadas para ambientar la película, además de otras canciones de artistas con ascendencia latina como Gawvi y Whatuprg.

## Lista de canciones
1. Dónde están (Watcho6) - Cardec Drums, Manny Montes, DJ Mykael V, Wxlf, Aklesso, Yavier Luisan, Tedashii, Ada Betsabé
2. Rompe bocina - Tommy Royale, Social Club Misfits
3. Como yo - Niko Eme
4. Ella - Wande, Lizzy Parra
5. La Fiesta - Lecrae, Funky
6. Buso - Tommy Royale, Angie Rose, Cardec Drums, Townix
7. Bomba - Práctiko, Derek Minor
8. Voy a amarte - Iván Rodríguez, Byron Juane, Cardec Drums
9. Como fue - Don Ryvcko, Cardec Drums
10. Mejor - Antonio Redes
11. Celebramos - 1K Phew, Niko Eme, Yavier Luisan
12. Ambiente - Tommy Royale & WHATUPRG